# Alto Vista Kapel
Koordinaten: 12° 34′ 32,8″ N, 70° 0′ 39,8″ W
Die Alto Vista Kapel ist eine römisch-katholische Kapelle und ein  Wallfahrtsort auf der Insel Aruba. 

## Lage

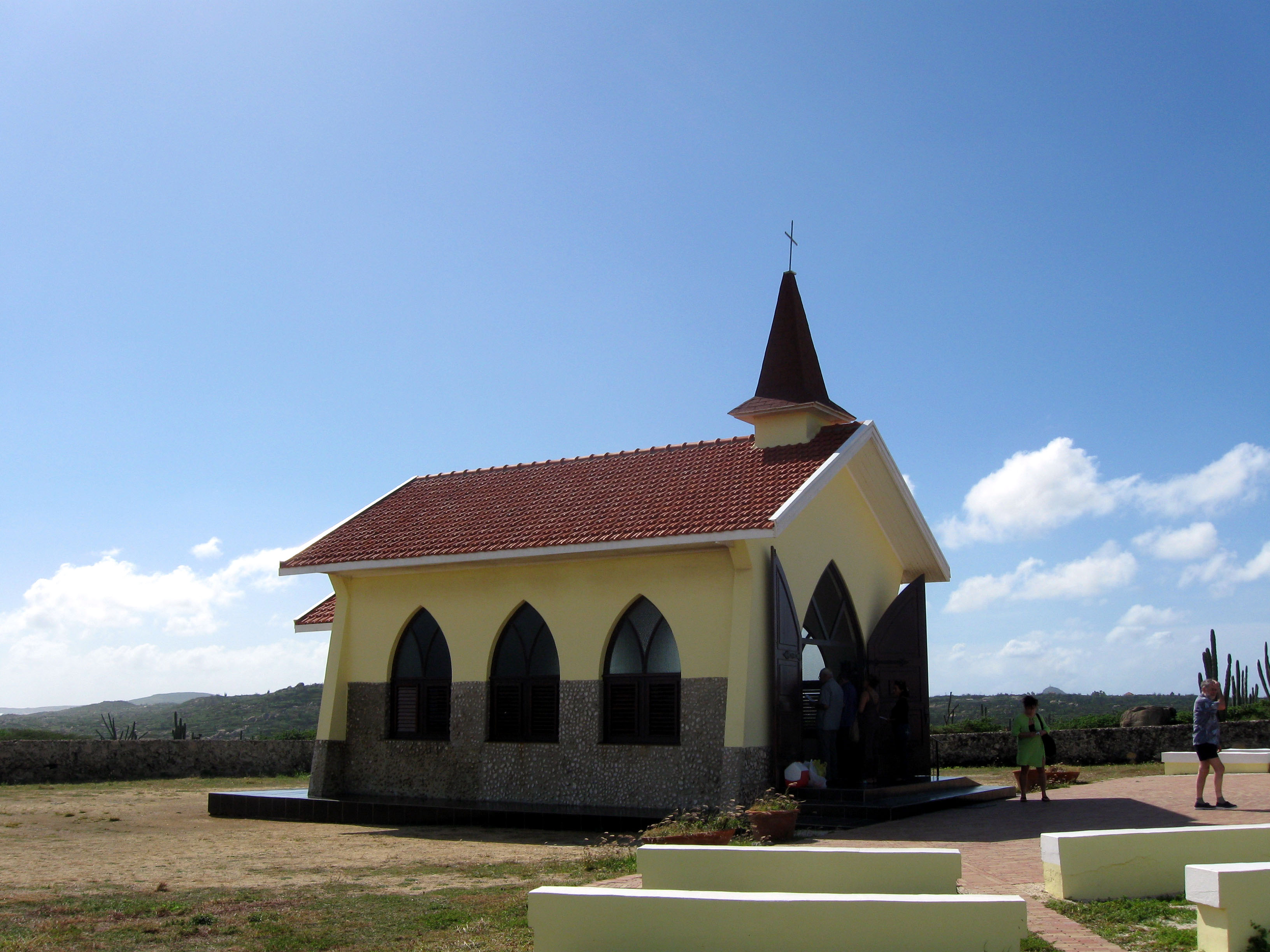
Alto Vista Kapel

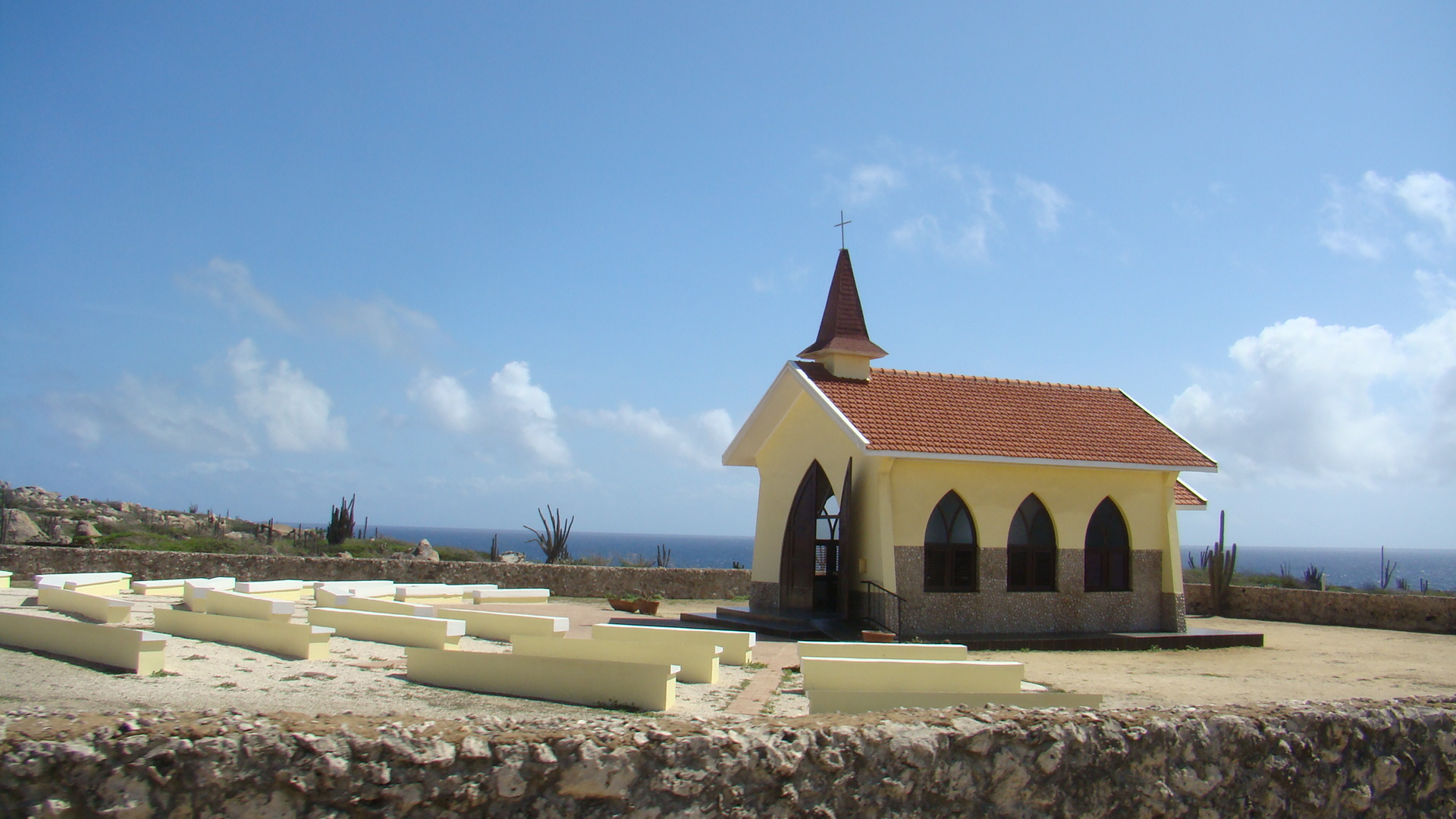
Kirchenbänke vor der Kapelle

Die Kapelle befindet sich an der nordwestlichen Spitze der Insel, unweit des ehemaligen Dorfes Noord. Das derzeitige Gebäude datiert aus dem Jahr 1952, jedoch der Standort selbst hat eine viel längere Geschichte, da hier bereits die erste Kirche auf Aruba stand. Sie ist der Mutter der Jungfrau Maria gewidmet.

## Geschichte
Die ursprüngliche Kirche Saint Ann wurde 1750 von dem venezolanischen Missionar Domingo Antonio Silvestre aus Coro gebaut. Sie beherbergte einst die erste römisch-katholische Kirchengemeinde der Insel.
1776 wurde die Gemeinde bedingt durch die Pest aufgegeben. Die überlebenden Gläubigen gaben den Ort Alto Vista auf. In den folgenden Jahrzehnten, in denen die Kirche verlassen war, verfiel die Kirche so sehr, dass nur noch Ruinen übrig blieben.
In den 1940er Jahren begann die arubanische Lehrerin Francisca Henriques Lacle Spenden zu sammeln, und nachdem die Zusage des römisch-katholischen Bischofs von Curaçao vorlag, wurde die kleine Kapelle auf den Ruinen der Kirche aufgebaut. Der Entwurf stammt vom englischen Architekten J. A. Hille. Die Statue der Jungfrau Maria ließ Francisca Henriques Lacle in den Niederlanden anfertigten. Die Statue, die mit einer mit Edelsteinen besetzten, goldenen Krone geschmückt ist, wurde im Jahr 1954 aus Spendengeldern mehrerer Arubaner finanziert. Nachdem die Statue in der Kapelle aufgestellt worden war, wurde die Kapelle vom Bischof geweiht. Diese Statue wurde jedoch kurz danach von einem Unbekannten verwüstet und musste durch eine neue ersetzt werden. 
Die Katholiken von Aruba begehen die Wallfahrt von Oranjestad nach Alto Vista, rund 11 Kilometer, am Karfreitag. Sie findet seit der Weihe des Neubaus wieder jährlich statt. Wöchentlich wird dort auch wieder eine Heilige Messe gehalten. 2009  erhielt die Kapelle einen neuen Anstrich. Alto Vista Kapelle ist täglich für Besucher geöffnet.